# Catrap
Catrap (ピットマン?, Pitman) è un videogioco rompicapo sviluppato nel 1985 per Sharp MZ-700 e poi distribuirlo su Game Boy nel 1990. Il gioco ha ricevuto numerosi port non ufficiali, prima di essere distribuito per Nintendo 3DS tramite Virtual Console.
È considerato uno dei primi giochi a introdurre la possibilità di alterare il tempo, caratteristica in seguito presente in numerosi titoli tra cui Blinx: The Time Sweeper, Prince of Persia: Le sabbie del tempo e Braid.

## Trama
Catboy e Catgirl, due gatti con sembianze umane,  sono intrappolati in un enorme labirinto pieno di mostri: dovranno superare 100 livelli per liberarsi.

## Modalità di gioco
Catrap è un gioco rompicapo. Il giocatore dirige l'avatar, un gatto antropomorfo, per muoversi in una stanza mentre rimuove ostacoli e calcia mostri e fantasmi fuori dallo schermo. Una volta che il giocatore ha buttato giù tutti i nemici dallo schermo, avanza al livello successivo. L'avanzamento diventa difficile per il giocatore man mano che vengono presentati ostacoli sempre più intricati per complicare il processo di superamento di tutti i mostri e fantasmi. Il gioco incoraggia tentativi ed errori. Un giocatore può provare una combinazione di manovre spostando l'ostacolo in una direzione, quindi potrebbe ritrovarsi intrappolato. Il giocatore può premere il pulsante "A" per invertire i propri movimenti e riprovare in un modo diverso finché non trova la soluzione che gli consente di accedere a tutti i nemici e buttarli fuori dallo schermo. Tentativi ed errori costituiscono una grande parte del gioco. I giocatori possono anche creare i propri labirinti.
Ci sono 100 livelli da superare, ognuno più difficile del precedente con più margine di errore e in genere richiedono più tempo per essere completati. Il primo livello non prevede ostacoli con un mostro sul lato opposto dello schermo da abbattere; l'ultimo livello prevede un blocco di massi e un enigma di scale che il giocatore deve spostare e percorrere per eliminare diversi fantasmi fluttuanti, il livello più difficile con il minimo margine di errore.